# Ayase Ueda
Ayase Ueda (上田綺世 Ueda Ayase?, Mito, Ibaraki, 28 de agosto de 1998) es un futbolista japonés que juega de delantero en el Feyenoord de la Eredivisie de los Países Bajos.

## Selección nacional
El 24 de mayo de 2019 fue convocado por el entrenador de Japón, Hajime Moriyasu, para participar en la Copa América disputada en Brasil. Es el único jugador de esa lista que viene de una universidad, a pesar de estar registrado para Kashima Antlers. Hizo su debut el 17 de junio de 2019 en el partido contra Chile, como titular.

### Participaciones en Copas del Mundo
| Mundial      | Sede  | Resultado        | Partidos | Goles |
| ------------ | ----- | ---------------- | -------- | ----- |
| Mundial 2022 | Catar | Octavos de final | 1        | 0     |

## Estadísticas

### Clubes
| Club                        | Div.          | Temporada     | Liga  | Liga  | Copas nacionales | Copas nacionales | Copas internacionales | Copas internacionales | Total | Total | Media goleadora |
| Club                        | Div.          | Temporada     | Part. | Goles | Part.            | Goles            | Part.                 | Goles                 | Part. | Goles | Media goleadora |
| --------------------------- | ------------- | ------------- | ----- | ----- | ---------------- | ---------------- | --------------------- | --------------------- | ----- | ----- | --------------- |
| Kashima Antlers Japón       | 1.ª           | 2019          | 13    | 4     | 2                | 0                | 2                     | 0                     | 17    | 4     | 0.24            |
| Kashima Antlers Japón       | 1.ª           | 2020          | 26    | 10    | 1                | 0                | —                     | —                     | 27    | 10    | 0.37            |
| Kashima Antlers Japón       | 1.ª           | 2021          | 29    | 14    | 7                | 5                | —                     | —                     | 36    | 19    | 0.53            |
| Kashima Antlers Japón       | 1.ª           | 2022          | 18    | 10    | 5                | 4                | —                     | —                     | 23    | 14    | 0.67            |
| Kashima Antlers Japón       | Total club    | Total club    | 86    | 38    | 15               | 9                | 2                     | 0                     | 103   | 47    | 0.46            |
| Círculo de Brujas · Bélgica | 1.ª           | 2022-23       | 40    | 22    | 2                | 1                | —                     | —                     | 42    | 23    | 0.55            |
| Círculo de Brujas · Bélgica | Total club    | Total club    | 40    | 22    | 2                | 1                | —                     | —                     | 42    | 23    | 0.55            |
| Feyenoord · Países Bajos    | 1.ª           | 2023-24       | 13    | 1     | 1                | 0                | 5                     | 0                     | 19    | 1     | 0.05            |
| Feyenoord · Países Bajos    | Total club    | Total club    | 13    | 1     | 1                | 0                | 5                     | 0                     | 19    | 1     | 0.05            |
| Total carrera               | Total carrera | Total carrera | 139   | 61    | 17               | 10               | 7                     | 0                     | 164   | 71    | 0.35            |
| 1. 2. 3.                    |               |               |       |       |                  |                  |                       |                       |       |       |                 |

## Palmarés

### Títulos nacionales
| Título                        | Club      | País         | Año  |
| ----------------------------- | --------- | ------------ | ---- |
| Copa de los Países Bajos      | Feyenoord | Países Bajos | 2024 |
| Supercopa de los Países Bajos | Feyenoord | Países Bajos | 2024 |